# Феликс фон Винивартер
Феликс фон Винивартер (Беч, 28. фебруар 1852 — Холабрун, 10. јул 1931) је био аустријски лекар, који је први 1879. године описао облитерирајући ендартеритис.

## Епоними
Винивартер-Биргеров синдром — (енгл. Morbus Winiwarter-Buerger, енгл. Morbus Büerger, лат. thromboangiitis obliterans), је неатеросклеротична васкуларна болест, која се карактерише минималном појавом атерома, сегментним васкуларним упалама, вазооклузивним променама, малих и средњих артерија и вена у горњим и доњим удовима.

## Живот и каријера
Феликс фон Винивартер је рођен у Бечу, Доња Аустрија 28. фебруар 1852. као млађи брат Александра фон Винивартер (1848 — 1917), такође лекара и једног од значајних сарадника професора Теодора Билрота (1829 — 1894). Године 1876 Винивартер је докторирао на Универзитету у Бечу, на коме је касније радио као асистент у клиници Хајнриха фон Бамбергера (1822 — 1888). Убрзо је Винивартер постао и ученик познатог аустријског хирурга Теодора Билрота, а од 1878. до 1881. и лекар секундарац под руководством Леополда Ритера фон Дитела (1815 — 1898).
Године 1881 Феликс фон Винивартер је постао директор болнице у Холабруну. Ту је остао све до своје смрти.

## Дело
Први извештај о облитерирајућем тромбоангииту (лат. thromboangiitis obliterans), Феликс фон Винивартер је објавио у Немачкој 1879. у чланку под називом „Чудна форма ендартеритиса и ендофлебитиса са гангреном на ногама."
Мало више од четврт века касније, у Бруклину, САД, амерички лекар Лео Биргер, је објавио детаљан приказ болести са описом клиничке слике, у којој је навео да је тромбоангиитис облитеранс "спонтана пресенила гангрена." У свом раду Биргер је приказао патолошки налаз код 11 ампутираних удова, Јевреја, оболелих од ове болести. Касније је ова болест по овој двојици лекара названа „Винивартер-Биргеров синдром“, мада је чешће у упоитреби назив Биргерова болест или тромбоангиитис облитеранс.